# Cotton (Suffolk)
Pour les articles homonymes, voir Cotton.
Cotton est une paroisse civile et un village de 526 habitants (2011) du district du Mid Suffolk, dans le comté du Suffolk, en Angleterre.